# Wielbark (gmina)
Wielbark (Willenberg jusqu'à 1945) est une gmina rurale du powiat de Szczytno, Varmie-Mazurie, dans le nord de la Pologne. Son siège est le village de Wielbark, qui se situe environ 19 km au sud de Szczytno et 52 km au sud-est de la capitale régionale Olsztyn.
La gmina couvre une superficie de 347,89 km2 pour une population de 6 257 habitants.

## Géographie
La gmina inclut les villages de Baranowo, Borki Wielbarskie, Ciemna Dąbrowa, Dąbrowa, Głuch, Jakubowy Borek, Jankowo, Jesionowiec, Kipary, Kołodziejowy Grąd, Kucbork, Łatana Mała, Łatana Wielka, Lejkowo, Lesiny Małe, Lesiny Wielkie, Łysak, Maliniak, Nowojowiec, Olędry, Ostrowy, Piwnice Wielkie, Przeździęk Mały, Przeździęk Wielki, Róklas, Sędrowo, Stachy, Szymanki, Wesołówko, Wesołowo, Wielbark, Wyżegi, Zabiele, Zapadki, Zieleniec et Zieleniec Mały.
La gmina borde les gminy de Chorzele, Czarnia, Janowo, Jedwabno, Rozogi et Szczytno.